# Beltane
Beltane o Beltaine (en irlandès antic: «foguera» o «foc lluminós») és el festival gaèlic del Dia de Maig. El més habitual és que se celebri el 1r de maig, o aproximadament a mig camí entre l'equinocci de primavera i el solstici d'estiu. Històricament, es va celebrar àmpliament a tota Irlanda, Escòcia i l'illa de Man.
En irlandès el nom del dia del festival és Lá Bealtaine, en gaèlic escocès Là Bealltainn i en gaèlic manx Laa Boaltinn / Boaldyn. És un dels quatre festivals estacionals gaèlics, juntament amb Samhain, Imbolc i Lughnasadh, i és similar al gal·lès Calan Mai.
Beltane s'esmenta en alguns dels primers textos en irlandès i s'associa a esdeveniments importants de la mitologia irlandesa. També conegut com Cétshamhain («primer d'estiu»), va marcar el començament de l'estiu i era quan es duia el bestiar a les pastures d'estiu. Es realitzaven rituals per protegir el bestiar, les collites i les persones, i per fomentar el creixement. S'encenien fogueres especials i es considerava que les seves flames, fum i cendres tenien poders protectors. La gent i el seu bestiar caminaven al voltant o entre les fogueres i, de vegades, saltaven sobre les flames o les brases. Tots els focs de les llars eren apagats i després es tornaven a encendre amb el foc de la foguera de Beltane. Aquestes reunions anaven acompanyades d'una festa, i alguns dels aliments i begudes s'oferien als Aos Sí. Les portes, les finestres, les llars i el bestiar eren decorades amb flors grogues de maig, potser perquè suscitaven foc. En algunes parts d'Irlanda, la gent feia un «arbust de maig»: normalment un arbust o branca amb espines decorada amb flors, cintes, petxines brillants i espelmes de jonc. També es visitaven pous sagrats i es creia que la rosada de Beltane aportava bellesa i mantenia la joventut. Molts d’aquests costums formaven part dels festivals del Dia de Maig o d’estiu a altres parts de Gran Bretanya i Europa.
Les celebracions de Beltane van desaparèixer en gran part a mitjans del segle xx, tot i que alguns dels seus costums van continuar i en alguns llocs s'ha recuperat com a esdeveniment cultural. Des de finals del segle xx, els neopagans celtes i els wiccans han celebrat Beltane (o festivals semblants a Beltane) com a festa religiosa. Els neopagans de l’hemisferi sud celebren Beltane al voltant del 1r de novembre.

## Descripció

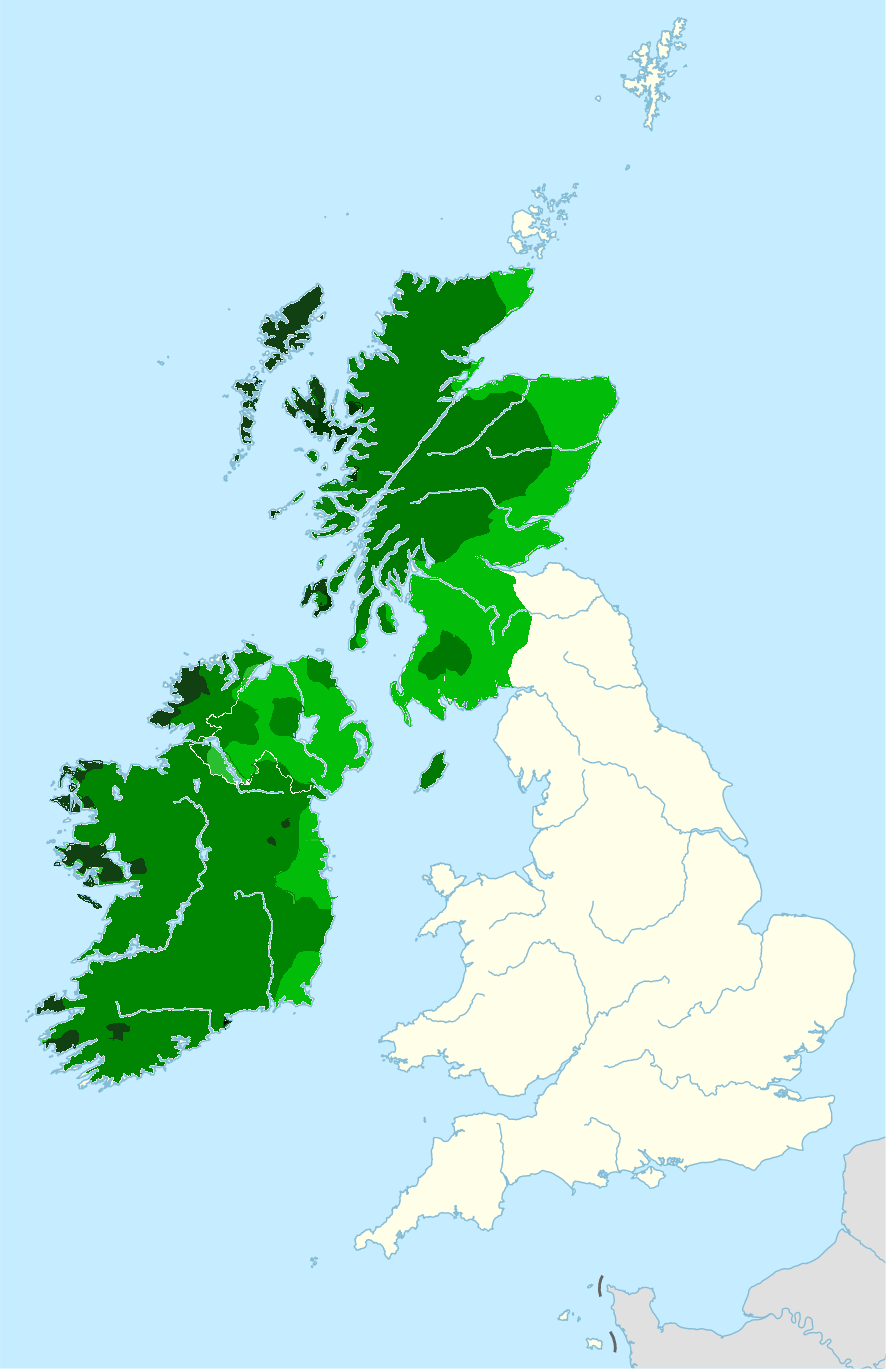
El verd més clar representa la màxima expansió de la llengua i la cultura gaèlica (vers l'any 1000), l’ombra mitjana mostra el seu abast c. 1700, i el color més fosc mostra zones que parlen gaèlic en l'actualitat

Aquest festival gaèlic marcava l'inici de la temporada d'estiu i tenia lloc a la lluna plena de maig. Beltane es troba enmig entre el final de l'hivern (Imbolc) i el solstici d’estiu. A la Gàl·lia, el seu equivalent es devia relacionar amb Belisama («el Molt Brillant») i Belenos («l'Apol·lo Celta»), pàredre de l'anterior. A Irlanda, va ser en aquesta data quan van arribar els diversos ocupants de l’illa, si ens referim al Lebor Gabála Érenn (Llibres de les conquestes d’Irlanda). És una festa de la renovació i la fundació.
Beltane marca un llindar dins de l'any, quan comença el bon temps. També és un canvi de vida, ja que és l’obertura d’activitats diürnes: represa de la caça, guerra, incursions i conquestes per als guerrers; inici del treball agrícola i rural per als agricultors i ramaders. En aquest sentit, és l'antítesi total de la festa de Samhain. Beltane és el període preferit per als ritus de pas entre els períodes fred i calorós, entre la foscor i la llum, entre la mort psíquica i el renaixement simbòlic i espiritual.
En general, Beltane és la celebració del canvi en el ritme de la vida. Del ritme hivernal es passa al ritme estival. La festa marca aquest passatge tant físicament com espiritualment. Els antics ritus de confinament a les cambres dels dòlmens poden haver tingut lloc durant la nit de Beltane. Les històries emfatitzen els focs encesos pels druides, que pronunciaven encanteris màgics a mesura que es feia passar el bestiar entre aquests focs per tal de protegir-los de malalties durant tot l'any. Se suposa que l'assemblea dels druides al bosc dels Carnuts, testificada per Juli Cèsar a La Guerra de les Gàl·lies, es va celebrar durant Beltane. Els sacrificis d’animals tenien lloc durant Beltane de la mateixa manera que en Samhain s'oferien als déus.
Els filòlegs es lamenten per la documentació incompleta i fonts incompletes sobre l’antiguitat d’aquest esdeveniment, mentre que el folklore del Dia de Maig és abundant. De generació en generació, el folklore s'ha apoderat de Beltane com altres festivals celtes i encara hi ha alguns costums com ballar al voltant d’un Maypole (un gran pal plantat a terra, un símbol fàl·lic, amb cintes de tots els colors adherides a la part superio, on els participants donen voltes al pal amb una cinta a la mà), la pràctica de l'endevinació, els rituals per protegir les cases, recollir plantes (sobretot ortigues), saltar per sobre dels focs per garantir la felicitat i la fertilitat... Durant la nit del 1r de maig, la gent evitava llocs «freqüentats» per fades i altres criatures del Petit Poble perquè el vel entre el seu món i el nostre és més prim de la nit de Beltaine.
Segons Philippe Jouët:
| « | Belteine, Beltaine o Belltaine, /'bjaltənjə/, m. desprès f., significa «mes de maig; primer dia de Maig», Sc.Ga. Lá Bealltainn ; «inici de l'estiu», LEIA B-31. El Glossaire de Cormac 122, tradueix la paraula per «foc de Bel*» beil-tine .i. tene Bil, porta el nom d’un déu pagà. L'etimologia de * bhel «brillar» es contradiu amb l'absència de síncope en -lt- (cosa que, tanmateix, es podria explicar, analògicament, per la sensació que Belteine conté el nom del foc). […] Beltaine és un nom especialitzat, sens dubte resultant del ritual, de Cétsoman «principi del periode * samon-». Celebrat a Uisnech (Keating, FFÉ II), Beltaine està marcat pels ritus on el foc ocupa el primer lloc. […] (K. Meyer, RC XI 454). Va ser la Beltaine que Midhe, homònim de la província central, va encendre un foc de sis anys per als nens de Nemed i va tallar la llengua dels dolents druides, imatge de la controvèrsia sorgida pel Foc de la Paraula. […]. | » |

| « | El Maig del folklore allarga les celebracions de Beltane. Després de la LGE, Partholón va arribar a Irlanda un dimarts, el dissetè o catorzè dia de les calendes de maig, i va morir un dilluns de Beltane. El Túatha Dé Danann va arribar a Irlanda el dilluns a Beltaine. […] Per als Fíana, Beltane marcava l'inici de la temporada militar. | » |

Philippe Jouët conclueix:
| « | Destaquem un període mític que va des de principis de maig fins al solstici d’estiu. El moment fixat per a la primera batalla de Mag Tured (CMT1 § 35) era «un mes i quinze dies després de l'inici de l'estiu, durant el dia». Comptades a partir del 1r de maig, les tres quinzenes representen l’ala ascendent de l'estiu, la que condueix al solstici. La batalla va durar quatre dies i va acabar al cinquè. La victòria dels Túatha arriba, doncs, al solstici d’estiu. El paral·lelisme amb l’organització del període entre Samhain i el solstici d’hivern és evident. | » |

Beltane és un festival purament britànic i irlandès, que no s'estén a tots els pobles celtes, atès que els còrnics, els bretons i els gal·lesos no van celebrar aquest aniversari (els gal·lesos tenen un festival similar, el Calan Mai, però diferent en molts aspectes). El nom britònic del Festival de la Llum de Primavera és Cyntefyn / kəntevin (en gal·lès), Gwantwyn (en còrnic) i Kala Mae o °Kenteveno (en bretó). Al conte gal·lès Cyfranc Lludd a Llefelys, es pot escoltar el crit escatològic de dos dracs el primer de maig i es conjurat el maig següent.

## Costums històrics de Beltane
Beltane era dels quatre festivals estacionals gaèlics: Samhain (~ 1r de novembre), Imbolc (~ 1r de febrer), Beltane (~ 1r de maig) i Lughnasadh (~ 1r d'agost). Beltane marcava el començament de la temporada pastoral d’estiu, quan es duia el bestiar a les pastures d’estiu. En aquella època es feien rituals per protegir-los dels mals, tant naturals com sobrenaturals, i això implicava principalment l'«ús simbòlic del foc». També hi havia rituals per protegir els cultius, els productes lactis i les persones, i afavorir el creixement. Es creia que els Aos Sí (sovint anomenats esperits o fades) eren especialment actius durant el Beltane (com en Samhain) i l'objectiu de molts rituals Beltane era aplacar-los. La majoria dels estudiosos veuen els Aos Sí com a restes dels déus pagans i dels esperits de la natura.
Beltane era un «festival d'optimisme de primavera» durant el qual «el ritual de la fertilitat tornava a ser important, potser connectant-se amb el poder creixent del Sol».

### Abans de l'era moderna

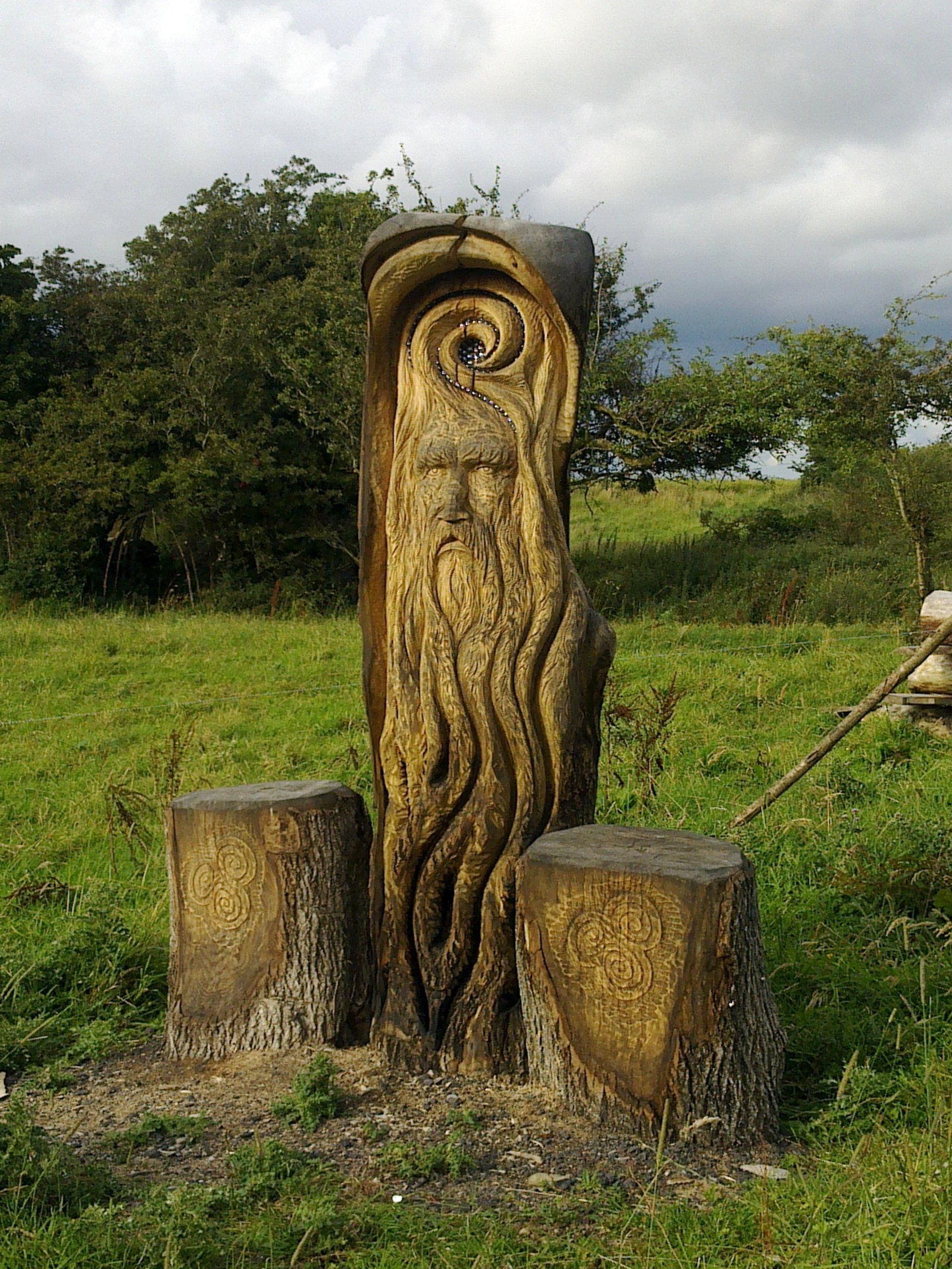
Lloc del festival celta de Bealtane al turó d'Uisneach

Es creu que Beltane (principis d'estiu) i Samhain (principis d'hivern) van ser el més important dels quatre festivals gaèlics. Sir James George Frazer va escriure en La Branca Daurada: un estudi sobre màgia i religió que les festes de Beltane i Samhain són de poca importància per als agriculors europeus, però de gran importància per als ramaders. Per tant, suggereix que dividir en dos l'any entre el 1r de maig i el 1r de novembre data d'un moment en què els celtes eren principalment un poble de pastors, dependent dels seus ramats. La primera menció de Beltane es troba a la literatura irlandesa antiga de la Irlanda celta. Segons els textos altmedievals Sanas Cormaic (escrit per Cormac mac Cuilennáin) i Tochmarc Emire, Beltane se celebrava el 1r de maig i marcava el començament de l'estiu. Els textos diuen que, per protegir el bestiar contra les malalties, els druides feien dos focs «amb grans encanteris» i feien passar el bestiar entre ells.
Segons l'historiador del segle xvii Geoffrey Keating, hi havia una gran concentració al turó d'Uisneach cada Beltane a la Irlanda medieval, on es feia un sacrifici a un déu anomenat Beil. Keating va escriure que s'encenien dues fogueres a tots els districtes d'Irlanda i que es conduïa bestiar entre ells per protegir-los de les malalties. No hi ha cap referència a aquesta trobada als Annals irlandesos, però al Dindsenchas medieval inclou un conte d’un heroi encenent un foc sagrat a Uisneach que va cremar durant set anys. Ronald Hutton escriu que això pot «preservar la tradició de les cerimònies de Beltane», però afegeix que «Keating o la seva font poden haver combinat aquesta llegenda amb la informació de Sanas Chormaic per produir un fragment de pseudohistòria». No obstant això, les excavacions a Uisneach al segle xx van trobar evidències de grans incendis i ossos carbonitzats, que van demostrar que eren ritualment importants.
Beltane també s'esmenta a la literatura escocesa medieval. Es troba una referència primerenca al poema Peblis to the Play, contingut als Manuscrits de Maitland de la poesia escocesa dels segles xv i xvi, que descriu la celebració a la ciutat de Peebles.

### Durant la era moderna
Des de finals del segle xviii fins a mitjans del segle xx, molts relats de costums de Beltane van ser registrats per folkloristes i altres escriptors. Per exemple, John Jamieson, en el seu Etymological Dictionary of the Scottish Language (Diccionari etimològic de la llengua escocesa, 1808), descriu alguns dels costums de Beltane que van persistir fins al segle xviii i principis del xix en algunes parts d'Escòcia, qui va assenyalar que començaven a desaparèixer.
Al segle xix, el folklorista Alexander Carmichael (1832–1912), va recollir la cançó Am Beannachadh Bealltain (La benedicció de Beltane) a la seva Carmina Gadelica, que va escoltar en un crofter de South Uist. Els dos primers versos es cantaven de la següent manera:
| « | (gaèlic escocès) Beannaich, a Thrianailt fhioir nach gann, Mi fein, mo cheile agus mo chlann, Mo chlann mhaoth's am mathair chaomh 'n an ceann, Air chlar chubhr nan raon, air airidh chaon nam beann, Air chlar chubhr nan raon, air airidh chaon nam beam. Gach ni na m' fhardaich, no ta 'na m' shealbh, Gach buar is barr, gach tan is tealbh, Bho Oidhche Shamhna chon Oidhche Bheallt, Piseach maith, agus beannachd mallt, Bho mhuir, gu muir, agus bun gach allt, Bho thonn gu tonn, agus bonn gach steallt. | (català) Beneeixi, Oh triple, veritable i generosa. Jo, la meva esposa i els meus fills, Els meus fills tendres amb la seva amable mare al cap, A la fragant taula dels camps, digna de la delicadesa de les muntanyes, A la fragant taula dels camps, digna de la delicadesa de les muntanyes. Tot és a casa meva o al meu poder, Tots els bestiars i les collites, tots els ramats i els cereals, Des de la vigília de Hallow fins a la vigília de Beltane, Amb un bon progrés i una suau benedicció, Entre el mar i el mar, i cada desembocadura dels rius, Entre ona i ona, i les bases de les cascades. | » |

A l'obra Les boires d'Avalon (1983) de Marion Zimmer Bradley, es descriu la festivitat, però cal recordar que en temps remots la sexualitat tenia un lloc destacat i poca pudor, ja que, com s'esmenta en molts textos, és la celebració de la fertilitat.

#### Les fogueres
Les fogueres van continuar sent una part fonamental del festival durant l'era moderna. Tots els focs i espelmes de la llar s'apagaven abans d’encendre la foguera, generalment en una muntanya o turó. Ronald Hutton escriu que «Per augmentar la potència de les flames sagrades, almenys a la Gran Bretanya, sovint s'encenien amb el més primitiu de tots els mitjans, amb la fricció entre fustes». Al segle xix, per exemple, John Ramsay va descriure que els Highlanders escocesos van encendre un force-fire (foc forçat) o need-fire (foc de necessitat) a Beltane. Aquest foc es considerava sagrat.
Al segle xix, el ritual de conduir bestiar entre dos focs (com es descriu a Sanas Cormaic gairebé 1000 anys abans) encara es practicava a la major part d'Irlanda i en algunes parts d'Escòcia. De vegades, el bestiar es conduïa «al voltant» d'una foguera o es feia saltar sobre flames o brases. La mateixa gent feia el mateix. A l'illa de Man, la gent s'assegurava que el fum bufès sobre ells i el seu bestiar.
Quan la foguera s'havia apagat, la gent agafava les seves cendres i l'escampaven sobre els seus cultius i bestiar. Se'n duien les torxes enceses la foguera a casa, on les ficaven al voltant de la casa o del límit de la granja i s'utilitzaven per encendre la llar de foc. A partir d’aquests rituals, queda clar que es considerava que el foc tenia poders protectors. Rituals similars formaven part dels costums del Dia de Maig, la Nit de Sant Joan o de Pasqua en altres parts de les Illes Britàniques i de l'Europa continental. Segons Frazer, els rituals del foc són una mena de màgia imitadora o simpàtica. Segons una teoria, tenien per objectiu imitar el Sol i «garantir un subministrament necessari de Sol per als homes, els animals i les plantes». Segons un altre, estaven destinats a «cremar i destruir totes les influències nocives» simbòlicament.

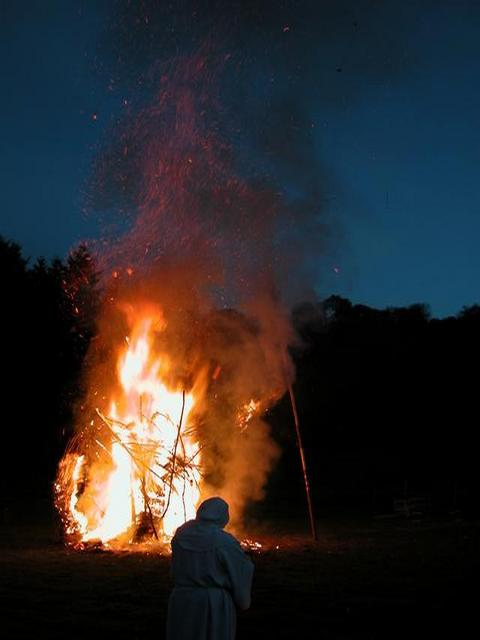
Foguera de Beltane en Butser Ancient Farm
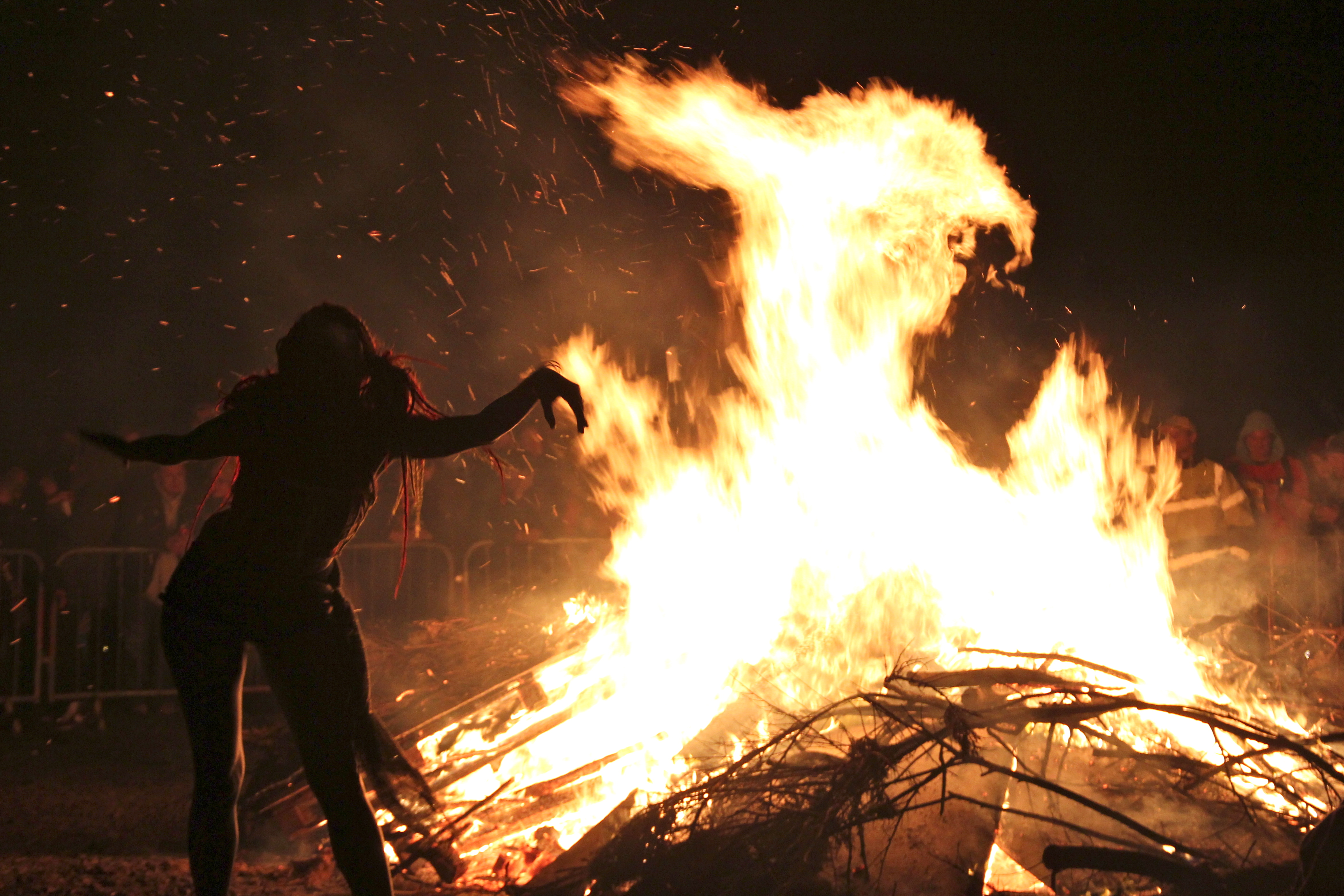
Foguera del Festival del foc de Beltane 2012 en Calton Hill, Edimburg (Escòcia)

El menjar també es cuinava a la foguera i hi havia rituals relacionats. Alexander Carmichael va escriure que hi havia una festa amb xai i que antigament aquest xai era sacrificat. El 1769, Thomas Pennant va escriure que, a Perthshire, es cuinava a la foguera un caudle amb ous, mantega, farina de civada i llet. Una part de la barreja es vessava al sòl com a libació. Tots els presents prenien llavors un pa de civada, anomenat bannoch Bealltainn o bannock de Beltane. S'oferia una mica als esperits per protegir el seu bestiar (un troç per protegir els cavalls, un troç per protegir les ovelles, etc.) i s'oferia una mica a cadascun dels animals que podrien perjudicar el seu bestiar (un troç per la guineu, un troç per l'àguila, etc.). Després, bevien el caudle.
Segons els escriptors del segle xviii, en algunes parts d'Escòcia hi havia un altre ritual que consistia en el pastís de civada. Es tallava el pastís i es marcava una de les parts amb carbó vegetal. Cadascuna de les parts es posaven després en un casquet i tothom agafava un amb els ulls embenats. Segons un escriptor, qui agafava la peça marcada havia de saltar tres vegades per sobre del foc. Segons un altre, els presents pretenien llançar-lo al foc i, durant un temps després, en parlarien d'ell com si estiguès mort. Això «pot encarnar un record del sacrifici humà real», o pot ser que sempre hagi estat simbòlic. Un ritual similar (és a dir, pretendre cremar algú al foc) es practicava a les festes de fogueres de primavera i estiu en altres parts d'Europa.

#### Les flors i els arbusts de maig

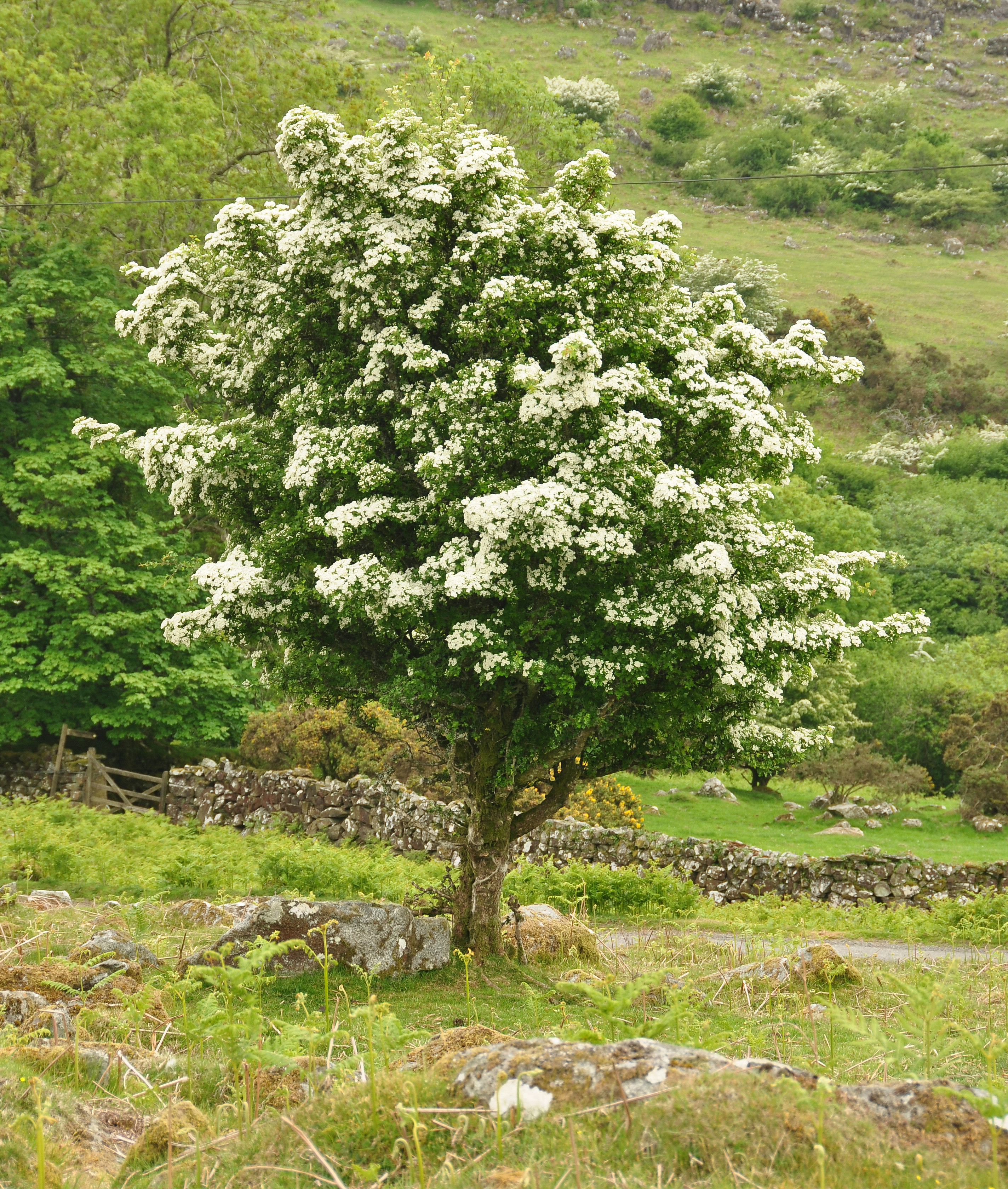
Un arç blanc florit

Les flors grogues com la prímula, el sorbus, l'arç blanc, l'ulex, el corylus i la calta es col·locaven a les portes i finestres d'Irlanda, Escòcia i Man del segle xix. De vegades s'escampaven flors soltes a les portes i finestres i, de vegades, es feien rams, garlandes o creus i s'hi fixaven. També es fixaven a les vaques i al material per munyir i elaborar mantega. És probable que aquestes flors s'utilitzessin perquè evocaven el foc. Costums similars del Dia de Maig es troben a tot Europa.
El May Bush (arbust de maig) i el May Bough (branca de maig) van ser populars en algunes parts d'Irlanda fins a finals del segle xix. Es tractava d’un petit arbust o branca (típicament d'arç blanc, sorbus, grèvol o sicòmor) decorat amb flors brillants, cintes, petxines pintades, etc. L’arbust es decorava allà on es trobava o es decoraven branques i es col·locaven dins o fora de la casa. També es podia decorar amb espelmes o espelmes de jonc. De vegades, un May Bush desfilava per la ciutat. En algunes zones del sud d’Irlanda, sliotars d’or i plata conegudes com May Balls (boles de maig) es penjaven en aquests arbusts de maig i es lliuraven als nens o es donaven als guanyadors d’un partit de hurling. A Dublín i Belfast, els May Bushes eren portats a la ciutat des del camp i decorats per tothom. Cada barri es disputava l’arbust més bonic i, de vegades, la gent d'un barri intentaven robar el May Bush d’un altre barri. Això va fer que May Bush fos proscrit durant l'Època Victoriana. En alguns llocs, era costum ballar al voltant del May Bush i, al final de les festes, es solia cremar a la foguera.
Els arbres espinosos eren vistos com a arbres especials i estaven associats als Aos Sí. Es pot trobar el costum de decorar un arbust de maig o un arbre de maig a moltes parts d’Europa. Frazer creu que aquests costums són una relíquia del culte als arbres i escriu: «La intenció d'aquests costums és portar a la llar, al poble i a cada casa, les benediccions que l'esperit dels arbres té en el seu poder de donar». Emyr Estyn Evans suggereix que el costum de l'arbust de maig pot haver arribat a Irlanda des d’Anglaterra, perquè semblava trobar-se en zones amb una forta influència anglesa i perquè els irlandesos creien que portava mala sort danyar certs arbres espinosos. No obstant això, els arbres «afortunats» i «malastrucs» van variar segons la regió, i s'ha suggerit que Beltane va ser l'única vegada que es permetia tallar arbres amb espines. La pràctica de cobrir un arbust de maig amb flors, cintes, garlandes i petxines brillants es troba entre la diàspora gaèlica, sobretot a Terranova, i en algunes tradicions de Pasqua a la costa est dels Estats Units.

#### Altres costums
Sovint, es visitaven els pous sagrats durant la celebració de Beltane i durant les altres festes gaèliques, com Imbolc i Lughnasadh. Els visitants dels pous sagrats pregaven per la salut mentre caminaven en sentit horari (movent-se d’est a oest) al voltant del pou. Llavors deixaven ofrenes, normalment monedes o clooties (teles o draps; vegeu clootie well). Es creia que la primera aigua extreta d’un pou de Beltane era especialment poderosa, així com la rosada del matí de Beltane. A l’alba de Beltane, les donzelles rodolaven sobre la rosada o es rentaven la cara amb ella. També es recollia la rosada en un pot, es deixava a la llum del Sol i es filtrava. Es creia que la rosada augmentava l’atractiu sexual, mantenia la joventut i ajudava a guarir les malalties de la pell.
La gent també va feia mesures específiques per evitar o aplacar els Aos Sí. Es deixava menjar o s'abocava llet a la porta o en llocs relacionats amb els Aos Sí, com ara «arbres de fades», com a ofrena. A Irlanda, es portava el bestiar a les «fortaleses de fades», on es vessava una petita quantitat de sang. Els propietaris l’abocaven a la terra amb oracions per a la seguretat del ramat. De vegades, la sang es deixava assecar i després es cremava. Es pensava que els productes lactis estaven especialment en risc pels esperits nocius. Per protegir els productes agrícoles i fomentar la fertilitat, els agricultors feien una processó pels límits de la seva granja; «Portaven amb ells llavors de gra, estris de conreu, la primera aigua de pou i l'herba verbena (o sorbus com a substitut). La processó generalment s'aturava als quatre punts cardinals de la brúixola, començant per l'est, i es feien rituals en cadascuna de les quatre direccions».
El festival va persistir fins a la dècada del 1950, i en alguns llocs encara se celebra Beltane.

## El seu renaixement
Com a festival, Beltane s'havia extingit en bona part a mitjans del segle xx, tot i que alguns dels seus costums van continuar i en alguns llocs s'ha recuperat com a esdeveniment cultural. A Irlanda, els focs de Beltane eren habituals fins a mitjans del segle xx, però el costum sembla haver durat fins als nostres dies només al comtat de Limerick (especialment al mateix Limerick) i a Arklow, al comtat de Wicklow. Tot i així, el costum s'ha recuperat en algunes parts del país. Alguns grups culturals han intentat reactivar el costum a Uisneach i potser al turó de Tara. En algunes parts de la diàspora gaèlica se celebra l'encesa d’un foc Beltane de la comunitat, des d’on es torna a encendre cada foc de la llar, tot i que en la majoria d’aquests casos es tracta d’un revifament cultural més que d’una supervivència ininterrompuda de l’antiga tradició.

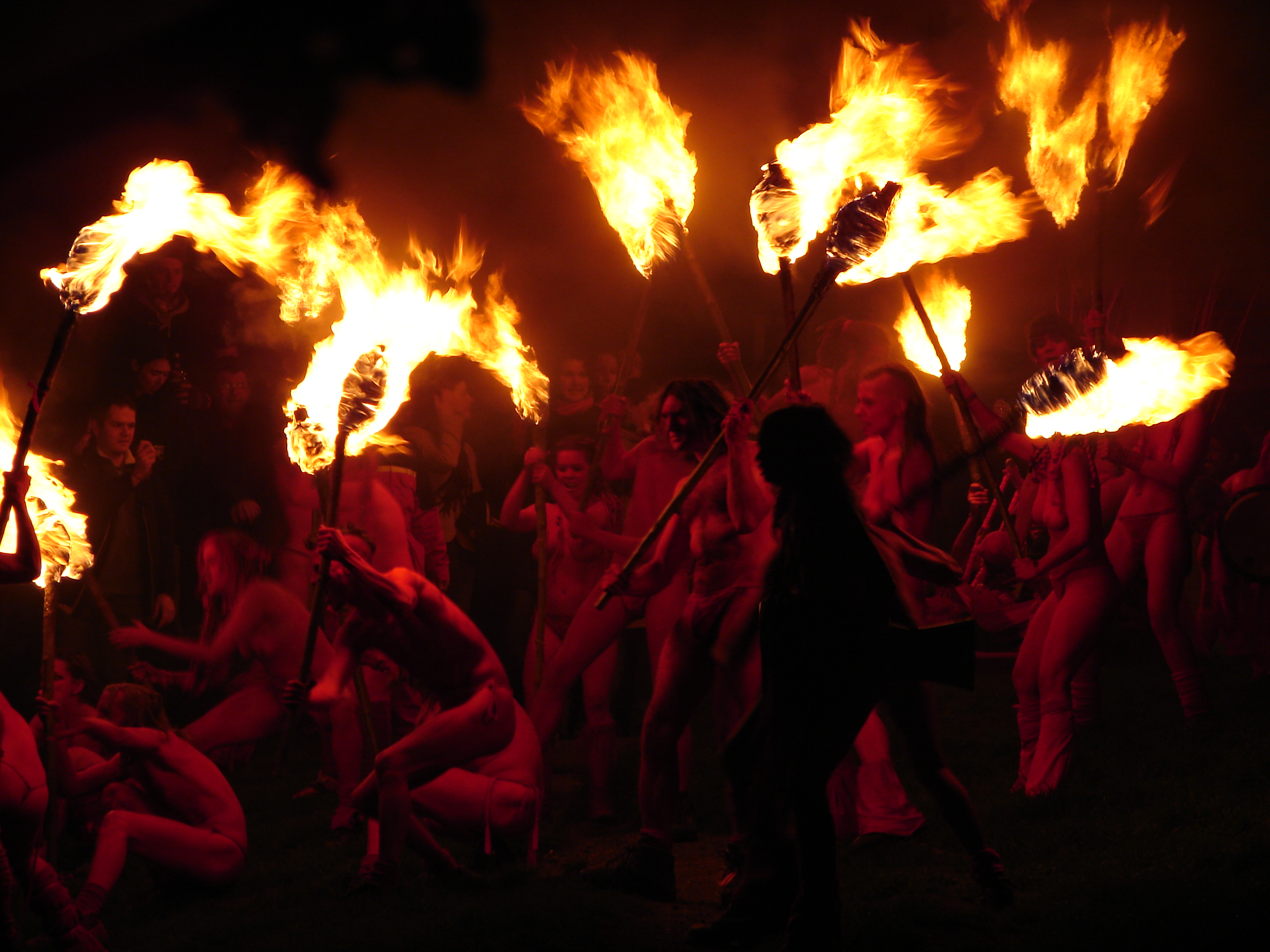
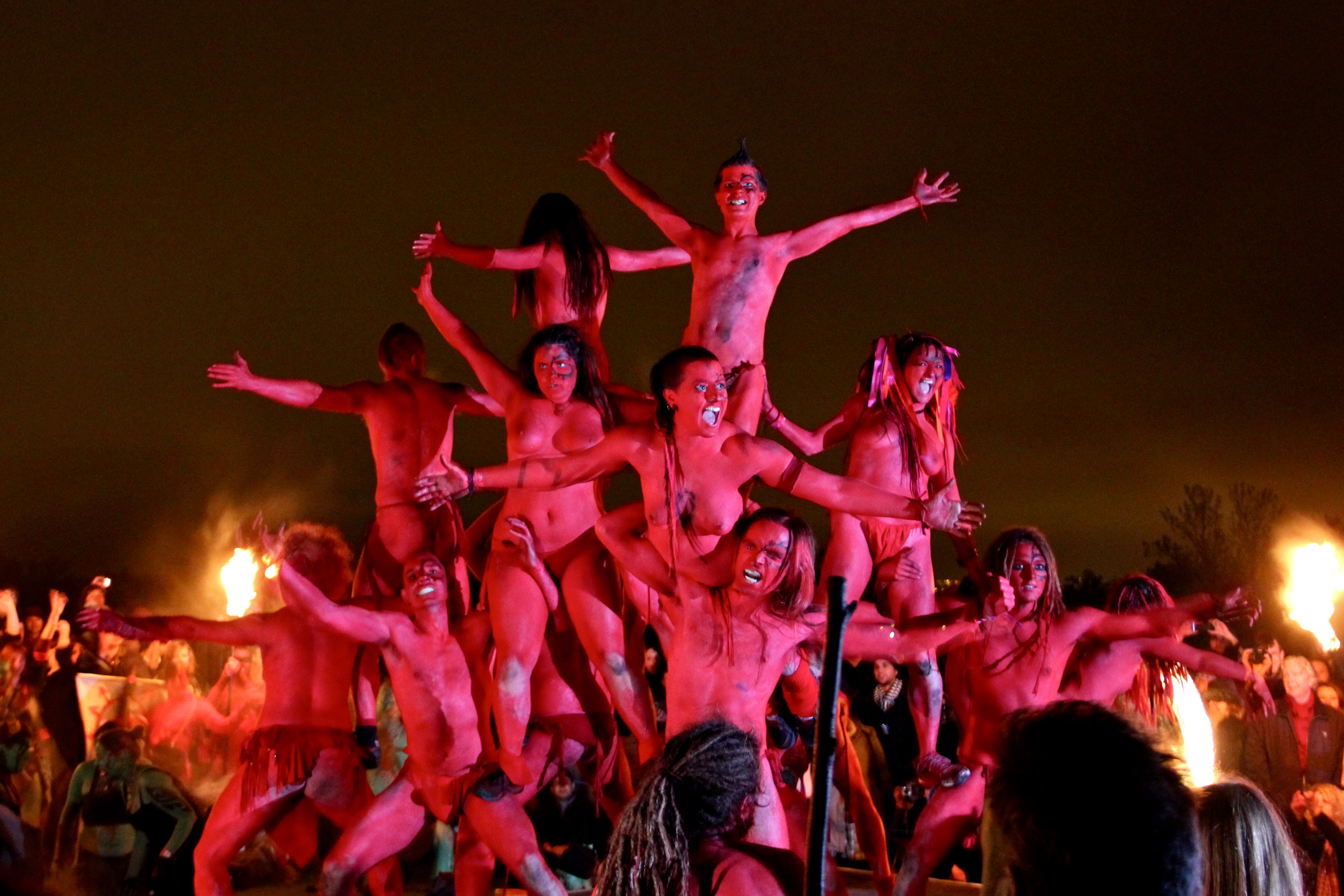
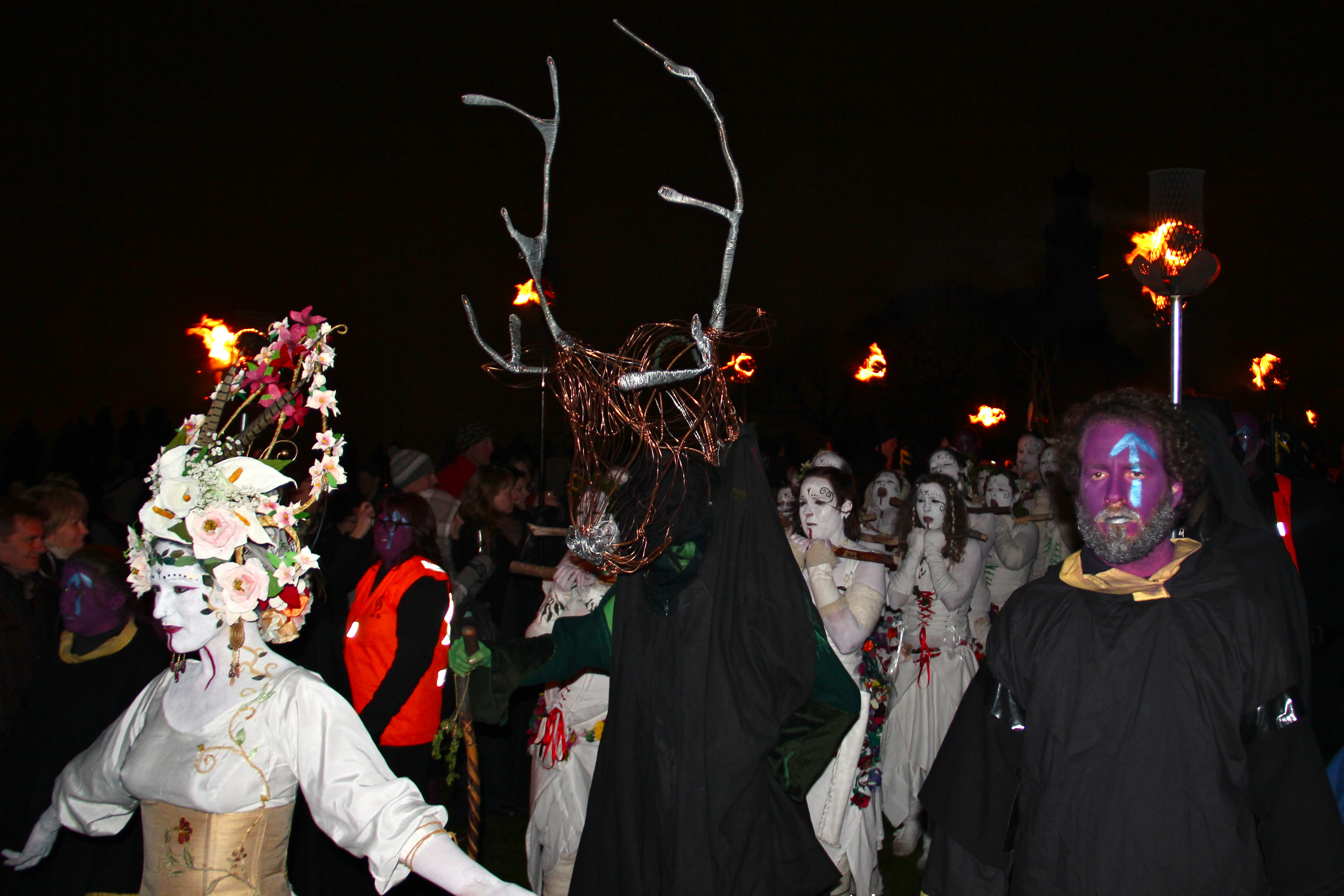
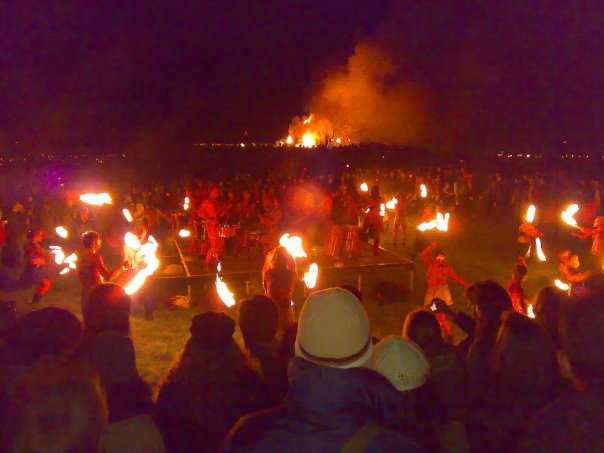

En algunes zones de Terranova, també es manté el costum de decorar el May Bush. La ciutat de Peebles, en Scottish Borders, celebra una fira tradicional de Beltane durant tota la setmana al juny, on una noia local és coronada com a «Reina de Beltane» a les escales de l'església parroquial. Com en altres festivals del Scottish Borders, es realitza un Common Riding.
Des de 1988, se celebra cada any un Beltane Fire Festival o Bel Fire (Festival de Foc de Beltane) durant la nit del 30 d'abril a Calton Hill, a Edimburg (Escòcia). Tot i que s'inspira en el Beltane tradicional, aquest festival és un esdeveniment cultural i artístic modern que incorpora mites i drames procedents de diverses cultures del món i diverses fonts literàries. Dues figures centrals de la processó i l’actuació de Bel Fire són la May Queen (Reina de maig) i el Green Man (Home verd).

### Neopaganisme
Alguns neopagans celebren Beltane o festivals semblants a Beltane. Com que hi ha molts tipus de neopaganisme, les celebracions de Beltane poden ser molt diferents malgrat el nom compartit. Alguns intenten imitar el festival històric tant com sigui possible. Altres neopagans basen les seves celebracions en moltes fonts, sent el festival gaèlic només un d'ells. Els neopagans solen celebrar Beltane del 30 d'abril al 1r de maig a l'hemisferi nord i del 31 d'octubre al 1r de novembre a l'hemisferi sud, començant i acabant al capvespre.
Alguns neopagans ho celebren al punt mig astronòmic entre l'equinocci de primavera i el solstici d'estiu (o la lluna plena més propera a aquest punt). A l’hemisferi nord, aquest punt mig és quan la longitud eclíptica del Sol arriba als 45 graus. El 2014, va ser el 5 de maig.

#### Paganisme reconstruccionista celta

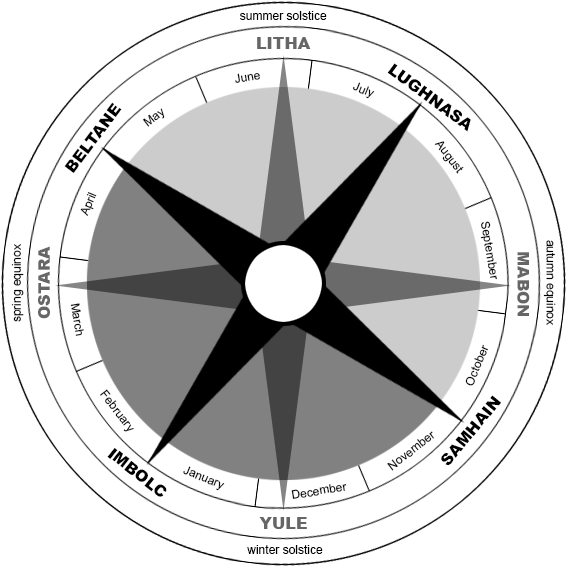
La Roda de l'any a l'hemisferi nord. Alguns neopagans de l'hemisferi sud avancen aquestes dates sis mesos per coincidir amb les seves pròpies estacions

Els reconstruccionistes celtes s'esforcen per reconstruir les religions precristianes dels celtes. Les seves pràctiques religioses es basen en investigacions i relats històrics, però es poden modificar lleugerament per adaptar-se a la vida moderna. Eviten el sincretisme i l'eclecticisme moderns (és a dir, la combinació de pràctiques de cultures no relacionades).
Els reconstruccionistes celtes solen celebrar Lá Bealtaine quan els arçs locals estan florits. Molts celebren els ritus tradicionals de la foguera, en la mesura que sigui factible allà on viuen. Això pot implicar que ells mateixos i els seus animals de companyia o el bestiar passin entre dues fogueres i portin a casa una espelma encesa de la foguera. Si no poden fer una foguera o assistir a una cerimònia amb una foguera, utilitzen torxes o espelmes. Acostumen decorar les seves cases amb un arbust de maig, branques amb espines florides o creus de sorbus. També visiten pous sagrats i fan ofrenes als esperits o deïtats dels pous. També es prepararen aliments tradicionals del festival.

#### Wicca
Els wiccans fan servir el nom de Beltane o Beltain per a les celebracions del May Day (el primer dia de maig). És un dels Sabbats anuals de la Roda de l'any, després d'Ostara i abans de Litha. A diferència del reconstruccionisme celta, la Wicca és sincrètica i combina pràctiques de moltes cultures diferents. En general, el Beltane de la Wicca s'assembla més al Festival del Primer dia de Maig germànic / anglès, tant per la seva importància (centrada en la fertilitat) com pels seus rituals (com el ball al voltant del maibaum). Alguns wiccans promulguen una unió ritual de May Lord i May Lady.

### La tradició a la península Ibèrica
A Galícia, se celebrava amb una recollida nocturna en els camps de cultiu amb torxes anomenades fachucos, les cendres de les quals s'escampaven per la terra; actualment a Galícia se li segueix rendint culte a la deessa gaèlica Beltane i, tot i que en èpoques passades aquesta festivitat estava sent apartada, ara té molts més adeptes a causa de el romanticisme i reconstruccionisme que comparteix amb les altres regions celtes com Irlanda o Bretanya.
Al nord de la península ibèrica també hi ha presència de celebracions ancestrals en aquestes dates. A Cantàbria, el primer dia de maig se celebra des de temps immemorial la festa de la Maya, o Consagració de la Primavera, en la qual es planta un gran tronc d'arbre en el centre dels pobles i se'l engalana amb cintes i branques de colors, amb una clara simbologia de reverència fàl·lica que es relaciona amb la fertilitat de l'estació primaveral. També es tria a la Mayadama, una mossa que és vestida amb robes blanques adornades amb flors i motius vegetals. En totes les terres de centre de la península ibèrica se celebra ancestralment la pingada del mayo, com a inici de la primavera, amb especial tradició a les terres altes de Castella, especialment en Segòvia, Burgos i Sòria.
Una altra de les festivitats que entronca directament amb el Beltane són les Festes de Sant Isidre (de tradicció cristiana), que se celebra el 15 de maig a pràcticament tots els pobles de Castella, sobretot en zones rurals ja que és el patró dels agricultors. En aquesta festa se celebra l'abundància i es demana a Sant Isidre el Llaurador que les collites siguin productives. També és el patró de la capital d'Espanya, Madrid, la qual cosa pot donar-nos una idea de la tradició agrícola de la ciutat que fa diversos segles no era ni de bon tros la metròpoli en què s'ha convertit.

### La tradició a Portugal
A Portugal, la Festa das Maias és un vestigi d’aquesta festa celta. Se celebra en algunes regions el 1r de maig, festa nacional. Es decoren les portes i finestres de les cases o dels cotxes amb branques de ginesta groga o corones de flors anomenades maia o maio. Era costum que els nens anessin cantant i demanant casa per casa. En alguns llocs es vestien amb maies florides.

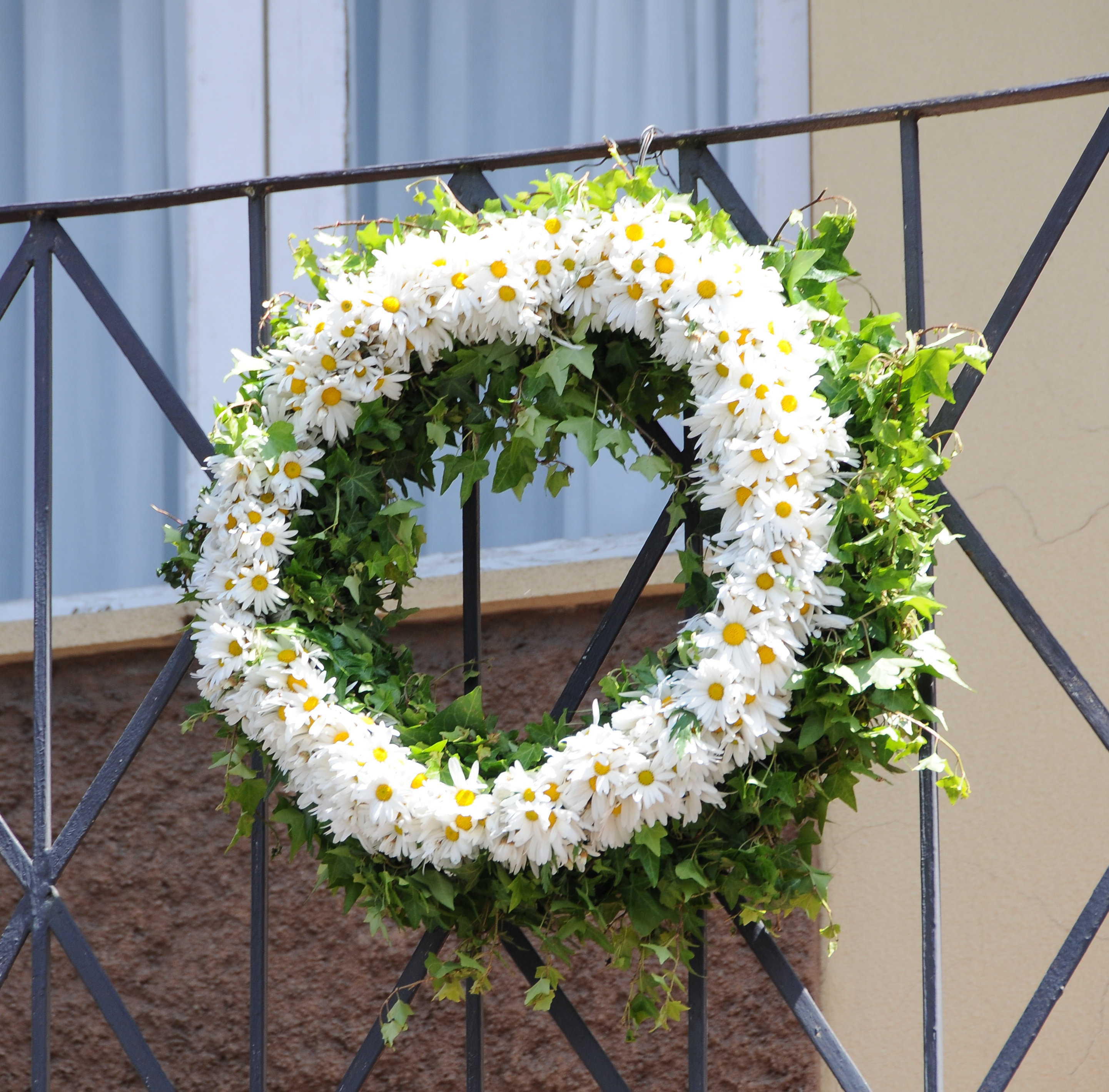
Una maia en una casa de Braga
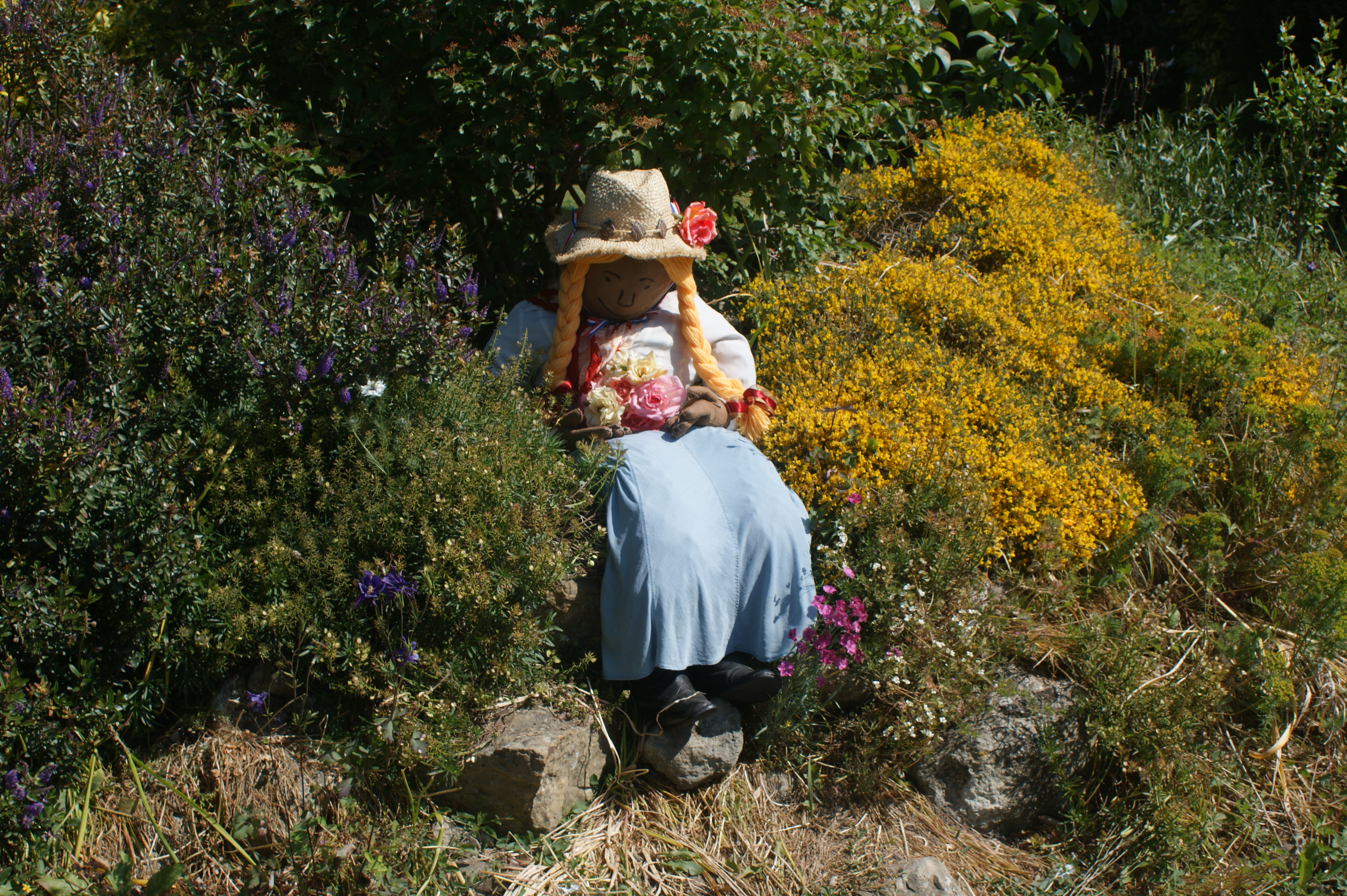
Una nina

A l'Algarve, es fa una nina amb sègol o draps, vestida de blanc i envoltada de flors. Durant el festival de maig, les nines es fabriquen amb la mida d'una persona i porten la roba dels adults o dels nens.

### La tradició a França
A Turena, l’associació Les Feux de Beltaine (Els focs de Beltane) organitza cada any un festival on es narra la lluita entre el Rei de l’hivern i la Reina de maig en forma de producció teatral.

### La tradició a Itàlia
La tradició endèmica europea d’encendre focs i fogueres amb motiu dels festivals de primavera o relacionada amb els equinoccis i solsticis és el rastre indeleble dels antics ritus vinculats al déu Belenos i a Beltane; a Itàlia, els lígurs eren certament un dels fidels del déu i celebraven aquesta festa.

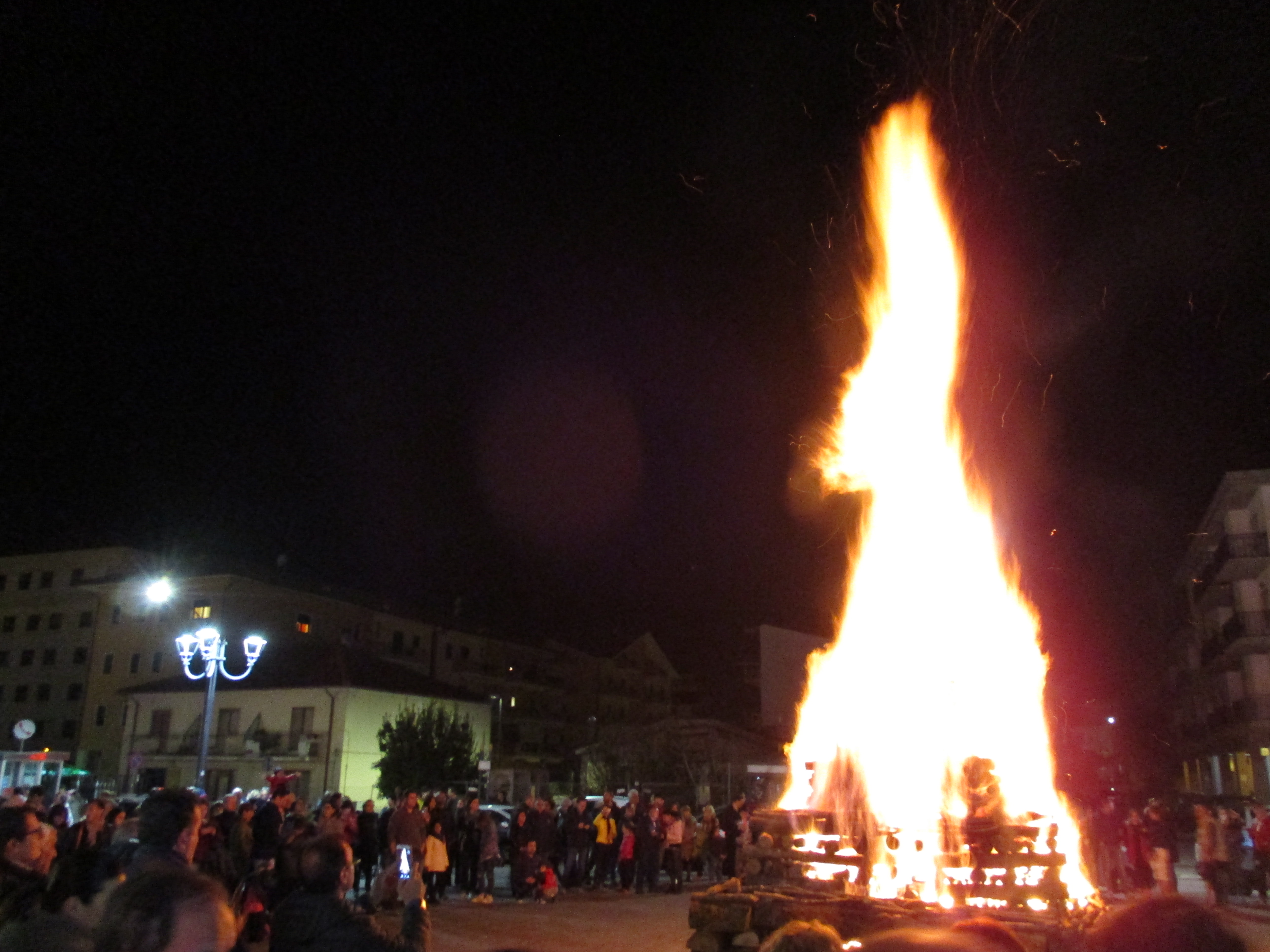
Focaraccio d'Avezzano
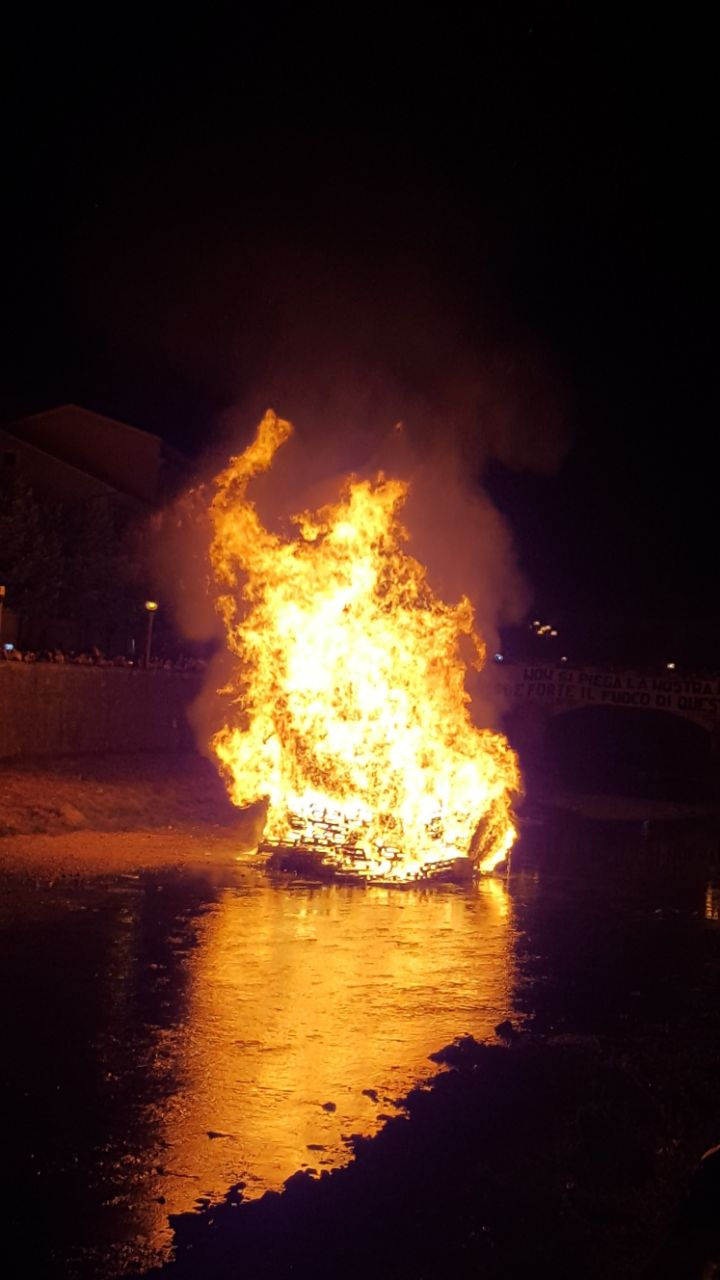
Falò di San Giovanni a Sora
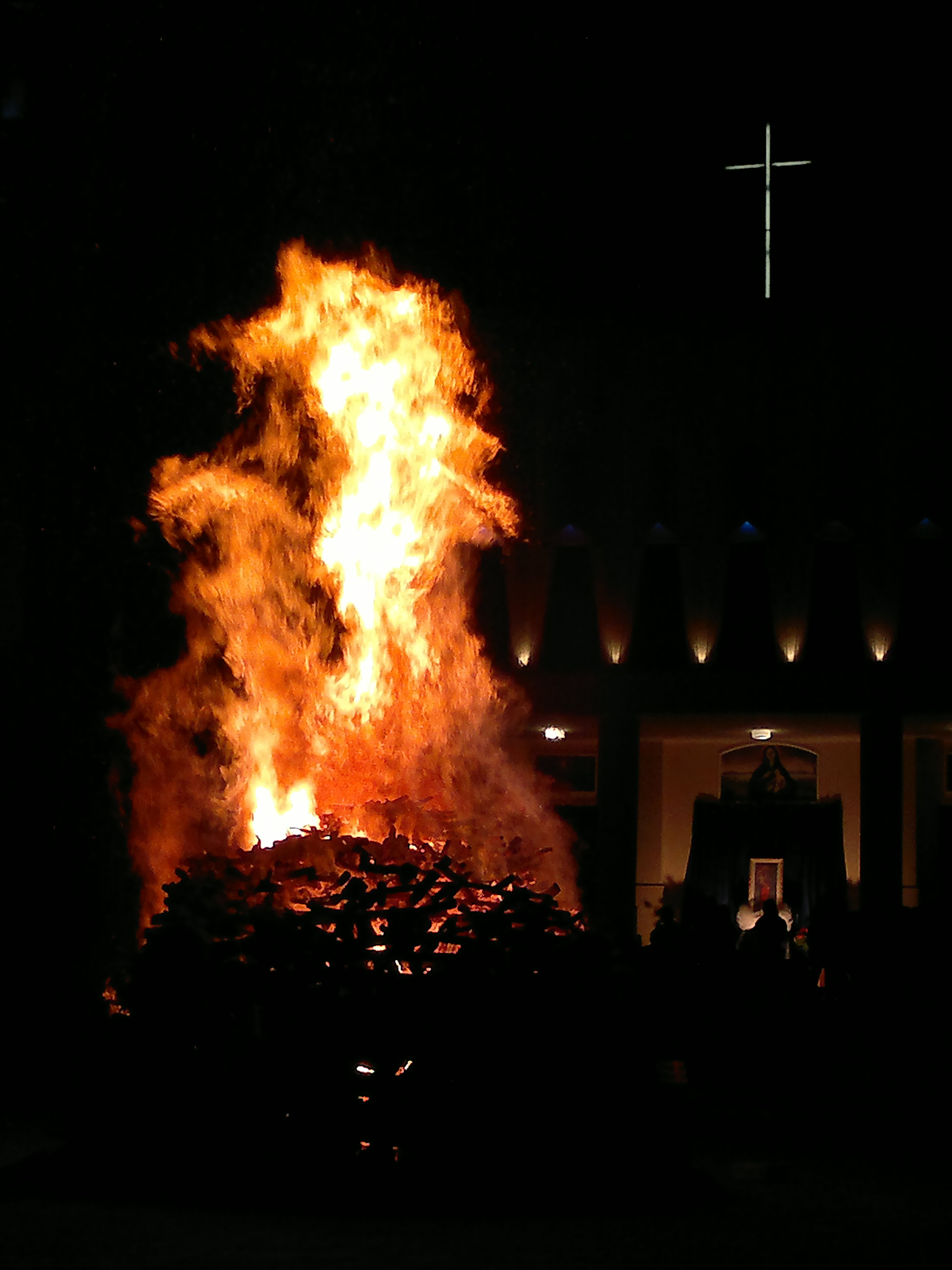
Foguera en honor de la Madonna de Pietraquaria

La Fogheraccia, és una celebració típica del folklore romanyol que se celebra cada any el vespre del 18 de març, a la vigília de l'equinocci de primavera, quan tenia lloc la Bacanàlia, els ritus dionisiàtic per propiciar la fertilitat, així com l’inici del nou any romà, d’aquí el seu origen pagà. Amb l'arribada del cristianisme, la celebració es va dedicar a sant Joan Baptista. Encara existeix avui, entre altres coses, a moltes cultures camperoles, com al Piemont. A l’alta Val Camonica, la petita comunitat de Pontagna, una fracció del municipi de Temù, celebra la nit entre el 15 i el 16 d’agost (en la tradició cristiana és la festa de santa Júlia) amb grans focs encesos a les muntanyes, ben visibles des del fons de la vall. També a la Vall d’Aosta és costum encendre fogueres als cims de les muntanyes les nit de sant Pere i sant Pau, entre el 29 i el 30 de juny. De la mateixa manera, fins i tot a les ciutats de la conca aquilana és habitual encendre grans focs la nit del 23 al 24 de juny (la nit de sant Joan), en particular a Coppito també la nit del 29 de juny (la Solemnitat de Sant Pere i Sant Pau). En la Marsica d'Avezzano, la nit del 26 d’abril és tradicional encendre focaracci, focs devocionals en honor de la Madonna de Pietraquaria, patrona de la ciutat. A Sora, la nit del 23 al 24 de juny es renova el ritu de la foguera de sant Joan Baptista a la vora del riu Liris.

## El nom
En irlandès, el festival se sol anomenar Lá Bealtaine («dia de Beltane»), mentre que el mes de maig és Mí Bhealtaine («mes de Beltane»). En gaèlic escocès, el festival s'anomena Latha Bealltainn i el mes de maig és An Cèitean o a' Mhàigh. De vegades s'utilitza l’antiga ortografia del gaèlic escocès Bealltuinn. La paraula Céitean prové de Cétshamain («primer dia d'estiu»), un antic nom alternatiu per al festival. El terme Latha Buidhe Bealltainn (escocès) o Lá Buidhe Bealtaine (irlandès), «el dia brillant o groc de Beltane», significa el primer dia de maig. A Irlanda es coneix en un conte popular comú titulat Luan Lae Bealtaine; s'afegeix el primer dia de la setmana (dilluns / Luan) per destacar el primer dia d’estiu.
El nom està anglicitzat com Beltane, Beltain, Beltaine, Beltine i Beltany.

### Etimologia

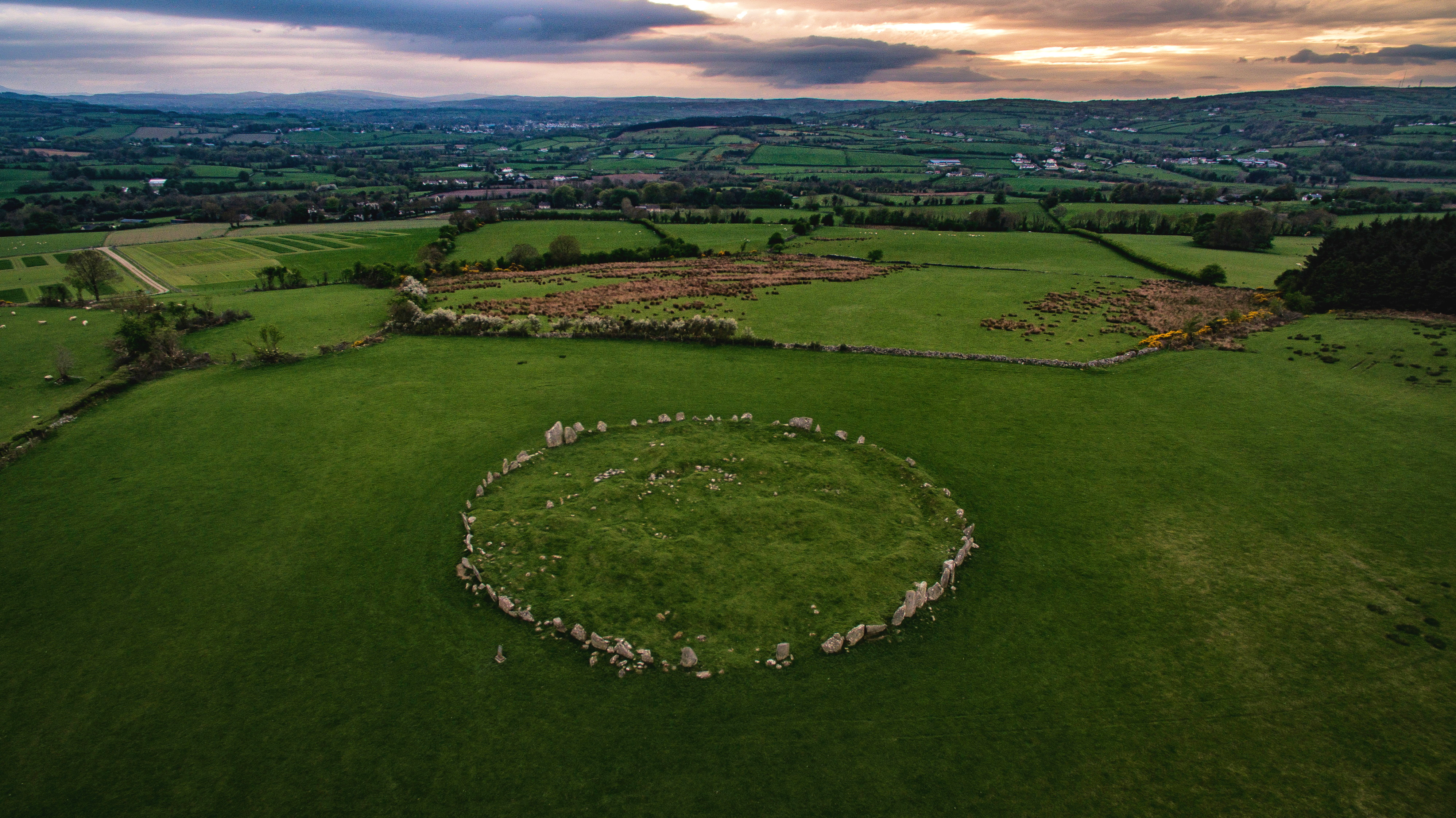
Cercle de pedra de Beltany, en Irlanda

Des de principis del segle xx, s'accepta comunament que, en irlandès antic, la paraula Beltaine deriva del protocelta *belo-te(p)niâ, que significa «foc brillant». L'element *belo- podria estar relacionat amb la paraula anglesa bale que significa «blanc» o «brillant»; compareu l'anglès antic bǣl i el baltas / balts lituà / letó, que es troben en la paraula Bàltica; en llengües eslaves, byelo o beloye també significa «blanc», com en Беларусь (Rus blanc o Belarús) o Бе́лое мо́ре (Mar Blanca). Una etimologia més recent de Xavier Delamarre la deriva del protocelta *Beltinijā, relacionat amb el nom de la deessa lituana de la mort Giltinė, sent l'arrel d'ambdues d'origen protoindoeuropeu: *gʷelH- («patiment, mort»). L'absència de síncope (les lleis del so irlandès prediuen més aviat una forma **Beltne) s'explica per la creença popular que Beltane era un compost de la paraula «foc», ten.
Al diccionari irlandès d'Ó Duinnín (1904), Beltane apareix com Céadamh(ain), on s'explica que és abreviatura de Céad-shamh(ain) que significa «primer d'estiu». El diccionari també indica que Dia Céadamhan és el primer dia de maig i Mí Céadamhan és el mes de maig.

### Toponímia
Hi ha una sèrie de topònims a Irlanda que contenen la paraula Bealtaine, que indiquen els llocs on antigament se celebraven les festes de Bealtaine. Sovint es anglicitza amb el nom de Beltany. Hi ha tres Beltanys al comtat de Donegal, inclòs el cercle de pedra de Beltany, i dos al Comtat de Tyrone. Al comtat d'Armagh hi ha un lloc anomenat Tamnaghvelton / Tamhnach Bhealtaine (el camp de Beltane). Lisbalting / Lios Bealtaine (el fort de Beltane) es troba al comtat de Tipperary, mentre que Glasheennabaultina / Glaisín na Bealtaine (el rierol de Beltane) és el nom d'un rierol que s'uneix ael riu Galey al comtat de Limerick.